# Filippo Silvestri
Pour les articles homonymes, voir Silvestri.
Filippo Silvestri est un entomologiste italien, né le 22 juin 1873 à Bevagna et mort le 10 juin 1949 à Portici.

## Biographie
Passionné dès sa jeunesse pour l’histoire naturelle, il devient l’assistant, en 1896 du biologiste Giovanni Battista Grassi (1854-1925), directeur de l’Institut de recherche en anatomie de l’université de Rome. En 1904, il devient le directeur de l’Institut d’entomologie et de zoologie de l’École supérieure d’agriculture de Portici (aujourd’hui Faculté d’agronomie), fonction qu’il occupe durant 45 ans.
Il découvre, à la fin des années 1930, qu’un seul œuf fertilisé peut donner naissance à plusieurs embryons chez un hyménoptère. Il étudie également la morphologie et la biologie des Termitidae ainsi que chez les myriapodes. En tout, il a publié 118 ouvrages ou articles scientifiques.